# إسحاق موداعي
إسحاق موداعي، (العبرية : יצחק מודעי)، (17 يناير 1926- 14 مايو 1998). ولد في تل ابيب تحت اسم إسحاق مدزوفيتس، هو سياسي ورجل أعمال إسرائيلي، من قيادي اليمين اليبرالي، اشغل منصب نائب في الكنيست ووزير في عدة حكومات ضمن حزب الليكود.
درس الكيمياء في جامعة التخنيون في حيفا، ثم تخرج من قسم الحقوق في الجامعة العبرية ومن ثم درس الاقتصاد  في جامعة لندن للاقتصاد LSE، قبل دخولة السياسة عمل في قطاع الأعمال وشغل منصب مدير مصنع منتجات التجميل ريفلون من العام 1961 إلى 1977.
شارك في ضمن صفوف الهاغناه في حرب 1948، حيث خدم كقائد فرقة في  كتيبة 34 ضمن لواء اسكندروني، واستمر في الخدمة العسكرية في الجيش الإسرائيلي حتى عام 1953، ضمنها اشغل منصب نائب الملحق العسكري  في السفارة  الإسرائيلية في لندن، عين حاكماً على غزة بعد احتلالها في حرب حزيران عام 1967، ودخل إلى الكنيست من دورتها الثامنة وحتى الثانية عشرة.
اشغل مناصب وزير الطاقة والبُنى التحتية في حكومة بيغين، ثم عين وزيراً للمالية في حكومة التناوب بين الليكود والمعراخ عام 1984، عرف بخلافاته في هذه الفترة مع شمعون بيريس. والتي أدت إلى استقالته عام 1986، ووجه كذلك انتقادات إلى إسحاق شامير حول ما اسماه تنازلاته في القضايا السياسية والأمنية لصالح العرب.
أعلن لاحقاً عن انسحابه من الليكود وإقامة الحزب الليبرالي الجديد، حاول الترشح لانتخابات الكنيست الثالثة عشرة، إلا أنه لم ينجح في عبور نسبة الحسم، فأعلن عن اعتزاله العمل السياسي عام 1992.
تزوج في بداية الخمسينات من ميخال هرئيل ملكة جمال إسرائيل الثانية، وأنجبوا ثلاث أبناء . توفي في 14 مايو 1998 في تل ابيب.